# Granit Xhaka
Pour les articles homonymes, voir Xhaka.
Granit Xhaka, né le 27 septembre 1992 à Bâle en Suisse, est un footballeur international suisse qui joue au poste de milieu de terrain au Sunderland AFC.

## Biographie

### Origines et jeunesse
Granit Xhaka, Suisse d'origine kosovar (il ne possède pas la nationalité albanaise), naît et grandit à Bâle. Sa famille émigre depuis le Kosovo en Suisse en 1990, après que son père, Ragip, condamné pour avoir participé à une manifestation contre le pouvoir central communiste, a été libéré de prison.

### En club

#### FC Bâle (jusqu'en 2012)
Il commence le football au FC Concordia Bâle avec son frère Taulant, d’un an son aîné, avant de rejoindre le FC Bâle. Après avoir fait ses gammes dans le club bâlois, il fait ses débuts en 2008 à l'âge de 16 ans avec la deuxième équipe.
Il participe à son premier match professionnel le 4 août 2010 en Ligue des Champions contre Debrecen (3-1). Il rentre à la 87e minute à la place de son compatriote Benjamin Huggel. Au match retour, il joue 4 minutes et marque un but d'une frappe en pleine lucarne (2-0).
Le 27 septembre 2011 à Old Trafford, le soir de ses 19 ans, le FC Bâle réussit l'exploit de tenir en échec Manchester United sur le score de trois partout, après avoir été mené deux à zéro à la mi-temps. Après que Xhaka et ses coéquipiers sont revenus au score et ont pris l'avantage, les joueurs mancuniens marquent à la 91e minute de jeu.
En novembre 2011, il fait partie des 40 nommés pour le trophée du Golden Boy 2011 avec son compatriote Xherdan Shaqiri afin de succéder à Mario Balotelli.
En décembre 2011, le club bâlois, opposé à Manchester United lors de la sixième et dernière journée des phases de poules de la Ligue des champions, se qualifie pour les huitièmes de finale en éliminant le club anglais. Granit Xhaka forme alors un milieu de terrain impeccable dans la relance et la récupération avec Adelson Cabral. Le club suisse est éliminé des huitièmes de la ligue des champions par le Bayern Munich malgré une victoire du club bâlois au match aller (0-1). Le club allemand s'impose sur une nette victoire sept bus à zéro.

#### Borussia Mönchengladbach (2012-2016)
Il signe en mai 2012 avec le club allemand du Borussia Mönchengladbach pour 8,5 millions d'euros, ce qui était alors le plus gros transfert de l'histoire du club. Il quitte son club formateur à la fin de la saison 2011-2012. Après une adaptation difficile, Xhaka devient un élément essentiel dans le système de Lucien Favre puis d'André Schubert qui lui confiera le brassard de capitaine.
Xhaka a fait ses débuts dans un match du premier tour de la DFB-Pokal contre Alemannia Aachen le 18 août 2012. Trois jours plus tard, il a fait sa première apparition en compétition européenne pour le Borussia lors d'une défaite à domicile 1–3 face à Dynamo Kyiv en qualification pour la Ligue des Champions UEFA 2012-13. Le 25 août, il a fait ses débuts en Bundesliga lors du match d'ouverture de la saison, une victoire à domicile 2–1 contre 1899 Hoffenheim. Il a marqué son premier et unique but de la saison lors d'une défaite 3–2 contre 1. FC Nürnberg.
Durant sa deuxième saison au club, Xhaka a été titularisé 29 fois et a fait cinq apparitions en tant que remplaçant alors que Gladbach a terminé à la sixième place de la 2014–15 Bundesliga. En 2014–15, Xhaka a été titularisé dans les 34 matchs de la 2014–15 Bundesliga pour Borussia et a été nommé dans l'équipe de la saison de la ligue. Borussia a terminé à la troisième place pour se qualifier pour la 2015–16 UEFA Champions League.

#### Arsenal FC (2016-2023)
Après 140 apparitions pour le Borussia, Granit Xhaka s'engage en mai 2016, avec le club londonien d'Arsenal  pour un montant avoisinant les 40 millions d'euros. Lors de sa première saison sous le maillot des Gunners, il gagne la FA Cup contre Chelsea puis une Community Shield contre le même adversaire.
Le 24 janvier 2018, Xhaka qualifie son équipe pour la finale de EFL CUP, en marquant le but du 2-1 contre Chelsea lors du match retour en demi-finale à l’Emirates Stadium.
Il termine la saison 2017-2018, avec 3 117 passes distribuées. Ce qui constitue le plus grand nombre de passes parmi les cinq grands championnats européens et un record en Premier League.
Le 14 décembre 2020, au cours d'un match de Premier League contre l'équipe de Burnley, Granit Xhaka écope d'un carton rouge après avoir saisi Ashley Westwood à la gorge. Il s'agit de sa troisième expulsion depuis son arrivée à Arsenal en 2016, et se retrouve régulièrement critiqué pour son attitude en match par ses pairs en Premier League, notamment à cause de son attribution du brassard de capitaine par l'entraîneur basque Unai Emery.
Dès 2021, Granit remonte dans l'estime des supporters et parvient à s'imposer comme l'un des meilleurs joueurs de Premier League à son poste, particulièrement lors de la saison 2022-2023, où il mène avec brio son équipe au sommet du championnat. Il s'impose même comme le joueur préféré d'un grand nombre de fans. Selon le CIES Football Observatory, Xhaka est le meilleur joueur de son équipe sur les trois premiers mois de 2021. En septembre et octobre 2022, il est élu "joueur du mois" dans son club, et il fait partie des nommés pour le joueur du mois d'octobre en Premier League. En Suisse, Granit Xhaka est d'ailleurs élu joueur de l'année 2022.
Le 28 mai 2023, pour son dernier match avec Arsenal, Granit est l'auteur d'un doublé face aux Wolves. Ce sont ses 16e et 17e buts en championnat anglais, en 225 apparitions, ainsi que ses 6e et 7e de la saison 2022-2023.

#### Bayer Leverkusen (2023-2025)
En juillet 2023, à un an du terme de son contrat avec les Gunners, il s'engage au Bayer Leverkusen pour une durée de cinq ans,. Le montant du transfert est de 25M €.
Il devient champion de Bundesliga à la suite d'une excellente saison du club. Le Bayer Leverkusen disputera la finale de la Coupe d’Allemagne, le Bayer s’est qualifié à la faveur de son succès 4-0 (en avril 2024) à domicile devant le Fortuna Düsseldorf. Un mois plus tard, le Bayer Leverkusen est en finale de l'Europa League. Lors de la finale de l'Europa League le club et lui connaissent une défaite trois buts à zéro. Après le premier titre de champion de son histoire et la Coupe d'Allemagne, Leverkusen s'est offert un troisième trophée en 2024 en remportant sa première Supercoupe d'Allemagne aux tirs au but face à VfB Stuttgart (2-2, 4-3 tab).

#### Sunderland AFC (2025-)
Après deux saisons au Bayer Leverkusen, il fait son retour en Premier League en s'engageant avec le Sunderland AFC, tout juste promu. Il s'engage avec le club anglais pour deux saisons, pour un transfert estimé à vingt millions d'euros.

### En équipe nationale

#### Avec la Suisse des moins de17 ans
En mai 2009, Granit Xhaka dispute le Championnat d'Europe des moins de 17 ans en Allemagne avec les moins de 17 ans suisses. Il dispute quatre matchs mais est arrêté en demi-finales de la compétition.
Par la suite, Xhaka participe à la Coupe du monde des moins de 17 ans au Nigeria, il y dispute sept matchs pour inscrire un but contre le Japon en phase de groupe. La Suisse remporte la Coupe du monde contre l'équipe hôte : le Nigeria (1-0).

#### Avec les espoirs suisses
Xhaka participe au Championnat d'Europe de football espoirs 2011 avec les espoirs suisses en tant que titulaire. Les suisses espoirs atteignent la finale face à l'Espagne espoir sans avoir encaissé de buts. Xhaka sera suspendu lors de la demi-finale face à l'équipe de Tchéquie espoir et remplacé par Xavier Hochstrasser. Le jeune joueur retrouve néanmoins sa place au côté de Fabian Lustenberger lors de la finale perdue 2-0.

#### Avec l'équipe nationale A

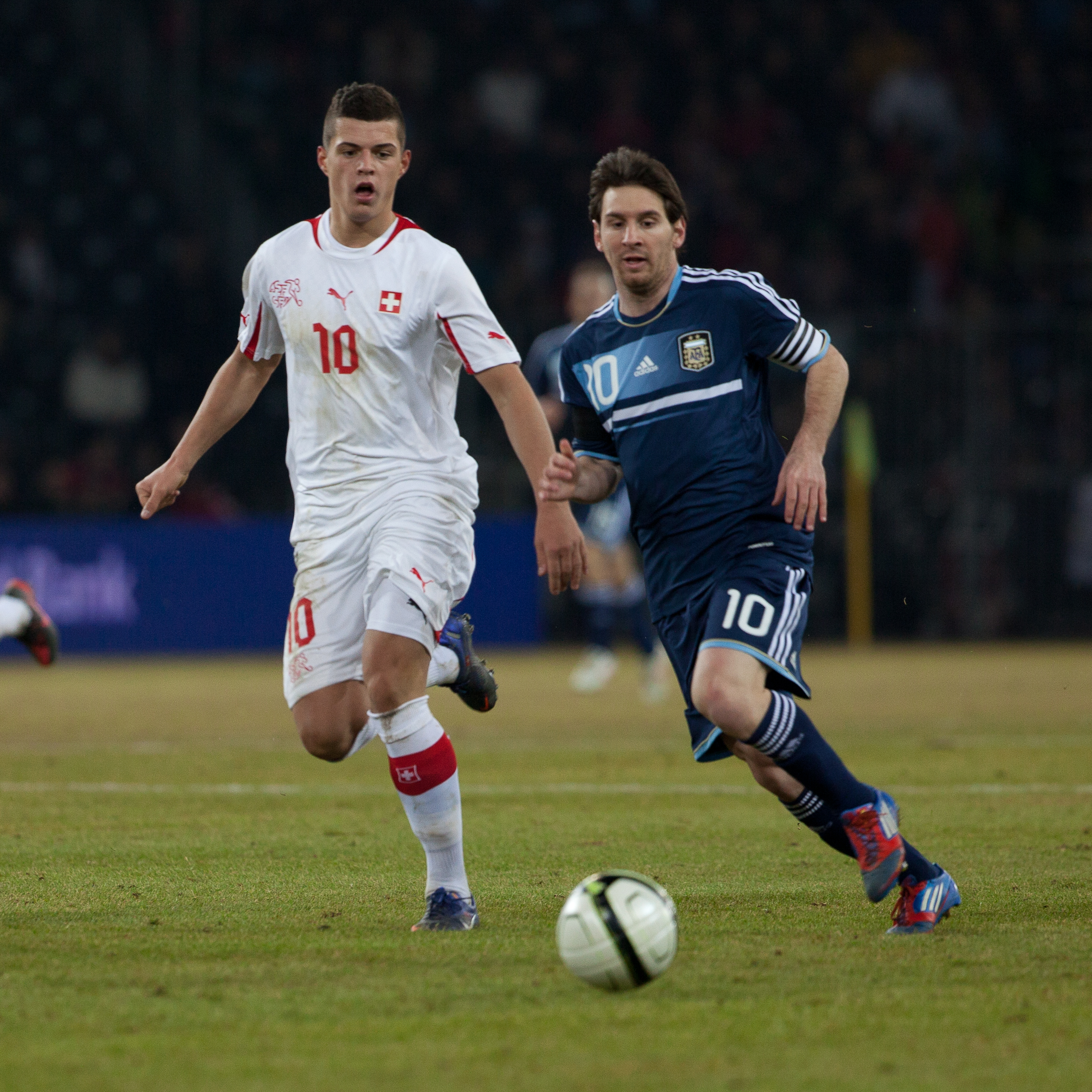
Xhaka avec la Suisse contre Lionel Messi en 2012.

Le 4 juin 2011, Granit Xhaka honore sa première sélection en équipe A face à l'Angleterre, tout comme Admir Mehmedi et Innocent Emeghara. Il joue l'intégralité du match comptant pour les éliminatoires de l'Euro 2012. Ottmar Hitzfeld, sélectionneur de l'équipe de Suisse, tient des propos élogieux au sujet de la prestation du jeune talent : "Granit a démontré toute sa classe contre l'Angleterre. Il avait parfaitement réussi ses débuts internationaux. Il respire la classe".
Le 15 novembre 2011, Xhaka marque son premier but avec l'équipe nationale, lors d'un match amical contre le Luxembourg à la suite d'une passe d'Admir Mehmedi (score final : 0-1). Granit Xhaka s'impose rapidement comme un titulaire indiscutable au milieu de terrain sous la direction d'Hitzfeld puis de son successeur Vladimir Petković.
Trois ans plus tard, Xhaka disputa sa première compétition internationale lors de la Coupe du monde 2014 au Brésil. La Nati sera éliminée par l'Argentine future finaliste de l'édition en huitièmes de finales. Granit Xhaka marquera d'ailleurs un but durant cette compétition lors de la défaite cinq buts à deux contre la France en phase de poules sur une reprise du gauche venant tromper Hugo Lloris.
Deux ans plus tard, il est retenu par Vladimir Petković pour participer à l'Euro 2016, il y joue la totalité des matchs et les suisses seront éliminés par la Pologne en huitièmes de finale.
Il est retenu par le sélectionneur Vladimir Petković dans la liste des 23 joueurs pour participer à la Coupe du monde 2018, qui se déroule en Russie. Il est titulaire au milieu de terrain durant la compétition. Le 22 juin 2018, il permet à la Suisse d'égaliser face à la Serbie avant que Xherdan Shaqiri donne la victoire à la Nati. La Suisse se hisse jusqu'en huitièmes de finale, où elle est battue par la Suède.
Devenu capitaine de la sélection suisse, il participe à la Ligue des nations 2018-2019 où les suisses atteignent le Final Four mais s'inclinent face au Portugal en demi-finale puis face à l'Angleterre pour le match e la troisième place.
Il est retenu par le sélectionneur de la Suisse, Vladimir Petković, dans la liste des 26 joueurs suisses afin de participer à l'Euro 2020. Les suisses iront jusqu'en quarts-de-finale qu'il ne peut jouer car suspendu et sont éliminés par l'Espagne aux tirs au but.
Le jour du match amical du 1er septembre 2021 contre la Grèce, Xhaka est testé positif au coronavirus après avoir ressenti des symptômes.
Le 9 novembre 2022, il est sélectionné par Murat Yakın pour participer à la Coupe du monde 2022. Il prend part à tous les matchs et les suisses sont éliminés en huitième de finale par le Portugal.
En juin 2024, il figure dans la liste de 26 joueurs appelés par Murat Yakın pour l'Euro 2024. Les suisses atteignent les quarts de finale après avoir sortie l'Italie mais est éliminé par l'Angleterre en tirs aux buts.

## Vie privée

### Famille
Les parents de Granit Xhaka sont Agip et Elmaze. Il a un frère, Taulant, également footballeur professionnel et international albanais et une sœur, Agnesa. Son cousin, Agon, est également footballeur professionnel et est international espoir kosovar.
Le 19 avril 2015, il annonce ses fiançailles avec son amie Leonita par une photo postée sur le réseau social de partage d’images Instagram. Ils se marient en juillet 2017. Il annonce que sa femme et lui attendent leur premier enfant. Le 7 octobre 2019, il devient père pour la première fois d'une petite fille nommée Ayana.
En 2021, sa femme et lui attendent leur 2e enfant. Il accueille une deuxième fille en avril 2021. En mars 2025, le couple accueille son troisième enfant, une fille.

## Controverses
Pendant le match de la Suisse contre la Serbie le 22 juin 2018, en réponse aux provocations et insultes des supporters serbes et aux chants nationalistes proférés dès le début de la rencontre, Granit Xhaka a effectué, lors de l'égalisation (1-1), un signe de l'aigle avec ses mains, symbole du drapeau albanais. Les images ont fait le tour de la terre et la FIFA a ouvert une enquête pour sanctionner ce geste.
Lors du dernier match du groupe G du mondial 2022 opposant la Serbie et la Suisse, Granit Xhaka célèbre la victoire de la Nati en portant à l'envers le maillot d'Ardon Jashari, un jeune joueur « qui est déjà, à 20 ans, le capitaine du FC Lucerne et dont la carrière s’annonce magnifique » se justifie celui-ci en conférence de presse. Ce nom est aussi celui d'Adem Jashari, personnage important de l'armée de libération du Kosovo, considéré comme un héros au Kosovo et un criminel de guerre en Serbie,.

## Statistiques

### En club
| Saison                | Club                     | Championnat           | Championnat | Championnat | Championnat | Coupe nationale | Coupe nationale | Coupe nationale | Coupe de la Ligue | Coupe de la Ligue | Coupe de la Ligue | Supercoupe | Supercoupe | Supercoupe | Compétition(s) continentale(s) | Compétition(s) continentale(s) | Compétition(s) continentale(s) | Compétition(s) continentale(s) | Total | Total | Total |
| Saison                | Club                     | Division              | M.          | B.          | P.d.        | M.              | B.              | P.d.            | M.                | B.                | P.d.              | M.         | B.         | P.d.       | Comp.                          | M.                             | B.                             | P.d.                           | M.    | B.    | P.d.  |
| 2010-2011             | FC Bâle                  | Super League          | 20          | 1           | 3           | 3               | 0               | 1               | -                 | -                 | -                 | -          | -          | -          | C1+C3                          | 4+2                            | 1+0                            | 0+0                            | 29    | 2     | 4     |
| 2011-2012             | FC Bâle                  | Super League          | 24          | 1           | 1           | 6               | 0               | 2               | -                 | -                 | -                 | -          | -          | -          | C1                             | 8                              | 0                              | 0                              | 38    | 1     | 3     |
| Sous-total            | Sous-total               | Sous-total            | 44          | 2           | 4           | 9               | 0               | 3               | -                 | -                 | -                 | -          | -          | -          | -                              | 14                             | 1                              | 1                              | 67    | 3     | 8     |
| 2012-2013             | Borussia Mönchengladbach | Bundesliga            | 22          | 1           | 0           | 2               | 0               | 0               | -                 | -                 | -                 | -          | -          | -          | C1+C3                          | 2+7                            | 0+0                            | 0+1                            | 33    | 1     | 1     |
| 2013-2014             | Borussia Mönchengladbach | Bundesliga            | 28          | 0           | 1           | 1               | 0               | 0               | -                 | -                 | -                 | -          | -          | -          | -                              | -                              | -                              | -                              | 29    | 0     | 1     |
| 2014-2015             | Borussia Mönchengladbach | Bundesliga            | 30          | 2           | 1           | 3               | 0               | 0               | -                 | -                 | -                 | -          | -          | -          | C3                             | 9                              | 3                              | 1                              | 42    | 5     | 2     |
| 2015-2016             | Borussia Mönchengladbach | Bundesliga            | 28          | 3           | 1           | 3               | 0               | 0               | -                 | -                 | -                 | -          | -          | -          | C1                             | 5                              | 0                              | 1                              | 36    | 3     | 2     |
| Sous-total            | Sous-total               | Sous-total            | 108         | 6           | 3           | 9               | 0               | 0               | -                 | -                 | -                 | -          | -          | -          | -                              | 23                             | 3                              | 3                              | 140   | 9     | 6     |
| 2016-2017             | Arsenal FC               | Premier League        | 32          | 2           | 2           | 5               | 0               | 0               | 2                 | 1                 | 0                 | -          | -          | -          | C1                             | 7                              | 1                              | 0                              | 46    | 4     | 2     |
| 2017-2018             | Arsenal FC               | Premier League        | 38          | 1           | 7           | -               | -               | -               | 3                 | 1                 | 0                 | 1          | 0          | 1          | C3                             | 6                              | 1                              | 0                              | 48    | 3     | 8     |
| 2018-2019             | Arsenal FC               | Premier League        | 29          | 4           | 2           | 1               | 0               | 0               | 1                 | 0                 | 0                 | -          | -          | -          | C3                             | 9                              | 0                              | 3                              | 40    | 4     | 5     |
| 2019-2020             | Arsenal FC               | Premier League        | 31          | 1           | 1           | 6               | 0               | 0               | -                 | -                 | -                 | -          | -          | -          | C3                             | 4                              | 0                              | 0                              | 41    | 1     | 1     |
| 2020-2021             | Arsenal FC               | Premier League        | 31          | 1           | 2           | 2               | 0               | 0               | 1                 | 0                 | 0                 | 1          | 0          | 0          | C3                             | 10                             | 0                              | 0                              | 45    | 1     | 2     |
| 2021-2022             | Arsenal FC               | Premier League        | 27          | 1           | 2           | -               | -               | -               | 3                 | 0                 | 0                 | -          | -          | -          | -                              | -                              | -                              | -                              | 30    | 1     | 2     |
| 2022-2023             | Arsenal FC               | Premier League        | 37          | 7           | 7           | 2               | 0               | 0               | 1                 | 0                 | 0                 | -          | -          | -          | C3                             | 7                              | 2                              | 1                              | 47    | 9     | 8     |
| Sous-total            | Sous-total               | Sous-total            | 225         | 17          | 23          | 16              | 0               | 0               | 10                | 2                 | 0                 | 2          | 0          | 1          | -                              | 44                             | 4                              | 4                              | 297   | 23    | 28    |
| 2023-2024             | Bayer Leverkusen         | Bundesliga            | 33          | 3           | 0           | 6               | 1               | 0               | -                 | -                 | -                 | -          | -          | -          | C3                             | 11                             | 0                              | 2                              | 50    | 4     | 2     |
| 2024-2025             | Bayer Leverkusen         | Bundesliga            | 33          | 2           | 7           | 5               | 0               | 0               | -                 | -                 | -                 | 1          | 0          | 0          | C1                             | 10                             | 0                              | 0                              | 49    | 2     | 7     |
| Sous-total            | Sous-total               | Sous-total            | 66          | 5           | 7           | 11              | 1               | 0               | -                 | -                 | -                 | 1          | 0          | 1          | -                              | 21                             | 0                              | 2                              | 99    | 6     | 10    |
| 2025-2026             | Sunderland AFC           | Premier League        | 1           | 0           | 0           | -               | -               | -               | -                 | -                 | -                 | -          | -          | -          | -                              | -                              | -                              | -                              | 1     | 0     | 0     |
| Total sur la carrière | Total sur la carrière    | Total sur la carrière | 444         | 30          | 37          | 45              | 1               | 3               | 10                | 2                 | 0                 | 3          | 0          | 1          | -                              | 102                            | 8                              | 10                             | 604   | 41    | 51    |

### En sélection nationale
| Saison                | Sélection             | Phases finales              | Phases finales | Phases finales | Phases finales | Éliminatoires | Éliminatoires | Éliminatoires | Ligue Nations | Ligue Nations | Ligue Nations | Matchs amicaux | Matchs amicaux | Matchs amicaux | Total | Total | Total |
| Saison                | Sélection             | Compétition                 | M              | B              | Pd             | M             | B             | Pd            | M             | B             | Pd            | M              | B              | Pd             | M     | B     | Pd    |
| --------------------- | --------------------- | --------------------------- | -------------- | -------------- | -------------- | ------------- | ------------- | ------------- | ------------- | ------------- | ------------- | -------------- | -------------- | -------------- | ----- | ----- | ----- |
| 2010-2011             | Suisse                | -                           | -              | -              | -              | 1             | 0             | 0             | -             | -             | -             | -              | -              | -              | 1     | 0     | 0     |
| 2011-2012             | Suisse                | -                           | -              | -              | -              | 3             | 0             | 1             | -             | -             | -             | 5              | 1              | 0              | 8     | 1     | 1     |
| 2012-2013             | Suisse                | -                           | -              | -              | -              | 5             | 1             | 1             | -             | -             | -             | 3              | 1              | 0              | 8     | 2     | 1     |
| 2013-2014             | Suisse                | Coupe du monde 2014         | 4              | 1              | 0              | 4             | 1             | 2             | -             | -             | -             | 5              | 0              | 0              | 13    | 2     | 2     |
| 2014-2015             | Suisse                | -                           | -              | -              | -              | 5             | 1             | 1             | -             | -             | -             | 1              | 0              | 0              | 6     | 1     | 1     |
| 2015-2016             | Suisse                | Euro 2016                   | 4              | 0              | 0              | 3             | 0             | 0             | -             | -             | -             | 4              | 0              | 0              | 11    | 0     | 0     |
| 2016-2017             | Suisse                | -                           | -              | -              | -              | 5             | 1             | 0             | -             | -             | -             | 1              | 0              | 0              | 6     | 1     | 0     |
| 2017-2018             | Suisse                | Coupe du monde 2014         | 4              | 1              | 0              | 6             | 1             | 0             | -             | -             | -             | 3              | 1              | 0              | 13    | 3     | 0     |
| 2018-2019             | Suisse                | Ligue des nations 2018-2019 | 2              | 0              | 0              | 2             | 1             | 0             | 4             | 0             | 1             | 2              | 0              | 0              | 10    | 1     | 1     |
| 2019-2020             | Suisse                | -                           | -              | -              | -              | 6             | 1             | 1             | -             | -             | -             | -              | -              | -              | 6     | 1     | 1     |
| 2020-2021             | Suisse                | Euro 2020                   | 4              | 0              | 1              | 2             | 0             | 0             | 5             | 0             | 1             | 5              | 0              | 1              | 16    | 0     | 3     |
| 2021-2022             | Suisse                | -                           | -              | -              | -              | -             | -             | -             | 4             | 0             | 0             | 2              | 0              | 0              | 6     | 0     | 0     |
| 2022-2023             | Suisse                | Coupe du monde 2022         | 4              | 0              | 0              | 4             | 1             | 1             | 2             | 0             | 0             | 1              | 0              | 0              | 11    | 1     | 1     |
| 2023-2024             | Suisse                | Euro 2024                   | 5              | 0              | 0              | 6             | 1             | 1             | -             | -             | -             | 4              | 0              | 0              | 15    | 1     | 1     |
| 2024-2025             | Suisse                | -                           | -              | -              | -              | -             | -             | -             | 5             | 0             | 0             | 2              | 0              | 0              | 7     | 0     | 0     |
| Total sur la carrière | Total sur la carrière | Total sur la carrière       | 27             | 2              | 1              | 52            | 9             | 8             | 20            | 0             | 2             | 38             | 3              | 1              | 137   | 14    | 12    |

### Buts en sélection
| Buts en sélection de Granit Xhaka | Buts en sélection de Granit Xhaka | Buts en sélection de Granit Xhaka           | Buts en sélection de Granit Xhaka | Buts en sélection de Granit Xhaka | Buts en sélection de Granit Xhaka | Buts en sélection de Granit Xhaka       |
|                                   | Date                              | Lieu                                        | Adversaire                        | Score                             | Résultats                         | Compétitions                            |
| --------------------------------- | --------------------------------- | ------------------------------------------- | --------------------------------- | --------------------------------- | --------------------------------- | --------------------------------------- |
| 1                                 | 15 novembre 2011                  | Stade Josy-Barthel, Luxembourg, Luxembourg  | Luxembourg                        | 1-0                               | 1-0                               | Match amical                            |
| 2                                 | 15 août 2012                      | Stade Poljud, Split, Croatie                | Croatie                           | 1-0                               | 4-2                               | Match amical                            |
| 3                                 | 7 septembre 2012                  | Stadion Stožice, Ljubljana, Slovénie        | Slovénie                          | 1-0                               | 2-0                               | Éliminatoires de la Coupe du monde 2014 |
| 4                                 | 15 octobre 2013                   | Stade de Suisse, Berne, Suisse              | Slovénie                          | 1-0                               | 1-0                               | Éliminatoires de la Coupe du monde 2014 |
| 5                                 | 20 juin 2014                      | Itaipava Arena Fonte Nova, Salvador, Brésil | France                            | 2-5                               | 2-5                               | Coupe du monde 2014                     |
| 6                                 | 27 mars 2015                      | Swissporarena, Lucerne, Suisse              | Estonie                           | 2-0                               | 3-0                               | Éliminatoires de l'Euro 2016            |
| 7                                 | 9 juin 2017                       | Tórsvøllur, Tórshavn, Îles Féroé            | Îles Féroé                        | 1-0                               | 2-0                               | Éliminatoires de la Coupe du monde 2018 |
| 8                                 | 7 octobre 2017                    | Parc Saint-Jacques, Bâle, Suisse            | Hongrie                           | 1-0                               | 5-2                               | Éliminatoires de la Coupe du monde 2018 |
| 9                                 | 27 mars 2018                      | Swissporarena, Lucerne, Suisse              | Panama                            | 2-0                               | 6-0                               | Match amical                            |
| 10                                | 22 juin 2018                      | Arena Baltika, Kaliningrad, Russie          | Serbie                            | 1-1                               | 1-2                               | Coupe du monde 2018                     |
| 11                                | 26 mars 2019                      | Parc Saint-Jacques, Bâle, Suisse            | Danemark                          | 2-0                               | 3-3                               | Éliminatoires de l'Euro 2020            |
| 12                                | 18 novembre 2019                  | Victoria Stadium, Gibraltar                 | Gibraltar                         | 1-6                               | 1-6                               | Éliminatoires de l'Euro 2020            |
| 13                                | 25 mars 2023                      | Stade Karađorđe, Novi Sad, Serbie           | Biélorussie                       | 0-4                               | 0-5                               | Éliminatoires de l'Euro 2024            |
| 14                                | 12 septembre 2023                 | Stade de Tourbillon, Sion, Suisse           | Andorre                           | 2-0                               | 3-0                               | Éliminatoires de l'Euro 2024            |

## Palmarès

### En club
| FC Bâle (3)                                                                                   | Arsenal FC (4) | Bayer Leverkusen (3) |
| --------------------------------------------------------------------------------------------- | --- | --- |
| - Championnat Suisse (2) - Champion : 2011 et 2012. - Coupe de Suisse (1) - Vainqueur : 2012. | - Coupe d'Angleterre (2) - Vainqueur : 2017 et 2020. - Community Shield (2) - Vainqueur : 2017 et 2020. - Championnat d'Angleterre - Vice-champion :2023 - Coupe de la Ligue - Finaliste : 2018. - Ligue Europa - Finaliste : 2019. | - Bundesliga (1) - Champion : 2024. - Vice-champion : 2025. - Coupe d'Allemagne (1) - Vainqueur : 2024. - Supercoupe d'Allemagne (1) - Vainqueur : 2024. - Ligue Europa - Finaliste : 2024. |

### En sélection
| Suisse                                                                                              |
| --------------------------------------------------------------------------------------------------- |
| - Championnat d'Europe - Quart de finaliste : 2020 et 2024. - Ligue des nations - Quatrième : 2019. |

### Distinctions personnelles
Il est élu espoir suisse de l'année 2012.
Meilleur joueur suisse de l’année 2022.
Nommé au Ballon d’Or France Football 2024 (16ème place).